# 馬來西亞審查制度
馬來西亞審查制度是馬來西亞聯邦政府對自由權所給予的規範及約束，也是長期以來具爭議的課題之一。儘管《馬來西亞聯邦憲法》第10條明定每個公民都有言論和表達自由的權利，但馬來西亞一直以來在與新聞和媒體自由有關的全球指數中均處於低位。
2019年，馬來西亞在無國界記者的新聞自由指數中排名第123位（共180個國家）。自由之家在2008年的《世界自由度》報告中也將馬來西亞列爲「部分自由」國家，並在2020年繼續保持這個狀態。在世界自由指數上，馬來西亞的自由度指數為4分（最低自由度是1分，最高自由度則是7分），其中馬來西亞在政治權利和公民自由方面均獲得4分。
根據《1984年印刷及出版法令》，未經許可印刷和出版報紙、雜志等紙媒均為違法行爲。在報導「敏感課題」時，首相辦公室會向記者提供指導，並鼓勵媒體進行自我審查。

## 背景
2003年，馬來西亞時任內政部長赛哈密表示，由於某些規則已經不再適用，因此聯邦政府將對1993年制定的有關審查制度的準則進行重新修訂工作。他重申該審查準則的主要目的是建立一個更好的「馬來西亞民族」（Bangsa Malaysia）。此外，他也表示根據當前的電影審查指南，如果電影中一個場景「太性感暴露」，那麼該場景將被移除。他補充說如果該場景本質上不是色情內容，那麼電影審查委員會會允許該場景放映。
|          | 這是非常主觀的。今天的道德精神水平必須很高，因為人們要面對各種各樣的挑戰。屏幕上顯示的罪犯與性暴力之間存在關聯。 |
| ——赛哈密 | |

2011年，馬來西亞聯邦政府曾嚴格審查國内媒體報道2011年净選盟2.0集會的新聞而遭到馬來西亞民衆的負面批評。爲此，馬來西亞時任首相纳吉·阿都拉萨於2011年8月中旬表示，媒體審查「已不再有效」，因此政府將重新修訂現有的媒體審查機制。
2012年，聯邦政府再次審查了國内媒體Astro電視臺上播放的BBC和半島電視台關於2012年淨選盟3.0集會的新聞報導。爲此，BBC和半島電視臺相繼向Astro發出了措辭強烈的投訴，指控Astro篡改了他們的新聞報導。Astro隨後承認進行審查，但同時表示BBC在指控Astro時「沒有意識到Astro有遵守馬來西亞當地法律的義務」。

## 審查政策

### 裸露
任何包含裸露內容（包括原住民的裸露內容）或政府敏感材料的書籍、雜誌和印刷品均需要以黑色墨水遮蓋或通過刪除整頁來進行審查和移除。
馬來西亞也嚴禁任何形式的色情內容。

### 個別單詞
根據《2004年檳城伊斯蘭宗教行政法令》第48(3)和48(4)條，檳城州的非穆斯林人士不可以在未經許可下以任何形式、版本、書寫或翻譯使用和宣傳以下詞語。違例者將會受到處罰。其中包括：
| - Allah - Firman Allah - Ulama - Hadith - Ibadah - Kaabah - Qadhi' - Illahi - Wahyu - Mubaligh - Syariah - Qiblat - Haji | - Mufti - Rasul - Iman - Dakwah - Wali - Fatwa - Imam - Nabi - Sheikh - Khutbah - Tabligh - Akhirat | - Azan - Al Quran - As Sunnah - Auliya' - Karamah - Syahadah - Baitullah - Musolla - Zakat Fitrah - Hajjah - Taqwa - Soleh |

### 以色列
基于当局对以色列的立场，任何希伯來語、意第緒語和來自以色列的電影都不允許在馬來西亞的電影院放映。

## 網絡審查

世界各地的互聯網審查情況
存在大規模而又廣泛的互聯網審查
中等規模的互聯網審查
對特定議題存有小規模的互聯網審查（馬來西亞）
很少或沒有互联网审查
沒有數據/分類

2014年以前，馬來西亞政府官方不曾審查任何的互聯網内容，並保障了公民的網絡自由，儘管政府常被指控過濾具有政治敏感性的網站。從法律角度上來看，任何形式的互聯網限制都與《1998年通訊及多媒體法令》相抵觸。但是，政府對傳統媒體的普遍控制與審查讓傳統媒體在網絡上發表新聞報道時進行自我審查。
2014年1月28日，馬來西亞政府封鎖了多個與政治有關的網站。民衆在瀏覽這些網站時都會出現以下内容：
|  | 此網站違反了國家法律，因此無法在馬來西亞境内瀏覽。 （英文原文：This website is not available in Malaysia as it violates the National law.） |

第五任首相阿都拉·巴達威和第六任首相纳吉·阿都拉萨在他們的任期内多次承諾不會對馬來西亞的互聯網進行審查，并表示父母可自行決定是否安裝第三方的審查軟件以讓他們的子女在健康的互聯網環境下瀏覽網站。與此同時，馬來西亞的互聯網供應商馬電訊、天地通、明訊和數碼電訊也紛紛否認存在任何機制的互聯網審查。時任通信及多媒體部長曾經在訪談時指出聯邦政府正在研發一個覆蓋全國範圍的互聯網過濾設備，但隨即遭到首相的反駁，並強調聯邦政府不會進行互聯網審查。登嘉樓州和吉蘭丹州政府則宣布他們會在各自的州建立州級的互聯網過濾設備。
2006年，時任科學及工藝部副部長江作漢宣布，所有馬來西亞的新聞博客都必須到通訊及多媒體部註冊。他指出這是爲了避免博客作者在馬來西亞這個多元宗教和多族裔的社會中製造輿論糾紛。
OpenNet曾在2007年5月發表的報告中指出他們沒有發現馬來西亞在政治、社會、衝突、安全和互聯網工具領域進行互聯網審查的證據。2011年，無國界記者將馬來西亞列入「受監視國家」名單中。
2009年8月，前首相马哈迪·莫哈末表示相信政府不应步上中华人民共和国政府的步伐，过滤互联网上的政治观点。不过，他还是认为政府需要对互联网注入一些「纪律」，以管制淫秽与鼓吹暴力的内容，但是这不包括「政治思想」。
2016年，聯邦政府因網絡新聞媒體《砂拉越报告》報道了針對首相纳吉·阿都拉萨關於一个马来西亚发展有限公司丑闻（1MDB）相關新聞和指控後，該網站隨即遭到通訊及多媒體部封鎖。
2012年2月，一名沙特阿拉伯記者因爲在推特上發表涉嫌侮辱先知穆罕默德而被馬來西亞内政部驅逐出境。
2018年马来西亚大选，由前首相马哈迪·莫哈末所领导的希望联盟新政府上台后，马来西亚通讯及多媒体委员会（Malaysian Communications and Multimedia Commission，简称MCMC）解封了由纳吉政府封锁的政治相关网站，其中包括《砂拉越报告》。
2018年7月，馬來西亞皇家警察宣布成立馬來西亞互聯網兒童犯罪調查組（Malaysian Internet Crime Against Children Investigation Unit，簡稱MICAC），該調查組配備了由美國開發的實時大規模互聯網監視軟件。MICAC的主要任務是監視所有馬來西亞互聯網用戶，並著重在色情和兒童色情的犯罪。

## 印刷與出版審查
所有報紙都需要獲得由馬來西亞政府官方發出的正式印刷許可，且必須每年更新一次。許可證制度允許聯邦政府隨時禁止任何一家媒體印刷和出版報紙，並鼓勵出版商加入競爭。
2003年，英文報章《新海峽時報》前總編輯阿都拉阿末寫了一篇批評沙特阿拉伯協助美國入侵伊拉克的文章，沙特阿拉伯隨即削減了馬來西亞每年前往麥加朝聖的配額。聯邦政府官方在收到沙特阿拉伯駐馬來西亞大使館的投訴后開始施壓《新海峽時報》管理層，最終阿都拉阿末被報館解雇。持有該報館股份的執政聯盟國民陣綫成員黨之一的巫統後來表示，阿都拉阿末的行爲損害了馬來西亞與沙特阿拉伯的密切關係。
僅在2006年，馬來西亞内政部先後使用了1960年内部安全法令禁止了56個出版物，其中包括了查爾斯·達爾文（Charles Darwin）的《物種起源》印尼語翻譯書籍。
馬來西亞内政部曾經禁止伊班語版的聖經。這是因爲在伊班語版的聖經中將英文原文「上帝」（God）一詞翻譯成「阿拉·塔阿拉」（Allah Ta'ala）。「阿拉」一詞被認為是專門供穆斯林使用的，但禁令已被取消，該聖經已獲准發行。
2008年8月，馬來西亞的一個伊斯蘭組織伊斯蘭教姐妹組織（Sisters in Islam，簡稱SIS）表示她們驚訝地發現2005年出版的一本包含研究論文彙編的書被內政部禁止。SIS研究與出版計劃主任Masjaliza Hamzah在接受記者訪談時說，該「禁書」是東南亞和中東的社會運動家和學者于2003年開始編寫的，該書的内容主要關注穆斯林婦女在本國面臨的挑戰和窘境，書中也討論了如何遏制極端主義和促進婦女權利。
2010年6月，由反對黨人民公正黨的領導安華·依布拉欣持有的《公正之聲》因報道政府機構破產而被内政部拒絕爲其更新出版許可證。内政部隨後發表聲明指出《公正之聲》的報道是假新聞和「不是事實」，並不滿意他們給予的解釋。
2011年7月，內政部審查了《經濟學人》有關2011年净選盟2.0集會的部分報道內容，原因是因爲部分報道「不正確且具有誤導性」。執政聯盟國民陣綫成員黨之一的馬來西亞華人公會（馬華公會）副主席颜炳寿建議政府使用更好的方法來反駁不實報道，比如説向報館和出版商投訴。他也表示，政府對印刷品的審查只會引起公眾的好奇心，並導致更多人想要去了解該文章，從而違背了該部對其進行審查的目的。
2012年1月，法新社網站的讀者發現《星報》引述法新社的一篇有關各國網絡審查機制的文章中，刪除了提及馬來西亞網絡審查的相關內容。此舉隨後被發佈到「一個馬來西亞不希望MCMC阻止文件共享網站」（1 Malaysia Don't Want MCMC Block File Sharing Website）頁面上。
2014年1月，《國際紐約時報》為馬來西亞版中豬的照片進行了自我審查。同年3月，內政部禁止漫畫書《超人超能力》的馬來文版本，因為該書將「上帝」（God）一詞翻譯為「阿拉」（Allah），此舉也引起了馬來西亞穆斯林網民的憤怒，紛紛呼籲抵制《超人超能力》。
2016年2月25日，网络媒体《马来西亚局内人》被以不当使用网络设施或网络服务为由，被大马互联网监管机构马来西亚通讯及多媒体部（MCMC）封锁。同年3月15日，《马来西亚局内人》出于商业原因关闭，总编辑Jahabar Sadiq向《卫报》表示，自报导了时任马来西亚首相纳吉·阿都拉萨涉及一个马来西亚发展有限公司丑闻（1MDB）腐败指控的报导后，该网站承受了政府数月来劝阻广告商与其合作的压力。Jahabar Sadiq也告诉英国广播公司（BBC），该网站严重依赖来自马来西亚的网络流量，而政府当局扼杀该网站的一种方法是要求其它公司不要在非官方媒体上投放广告。
2020年6月16日，《当今大马》被时任马来西亚总检察长依德利斯·哈伦亲自入禀联邦法院，起诉《当今大马》6月9日英文版的「首席大法官下令所有法庭从7月1日起恢复运作」（CJ orders all courts to be fully operational from July 1）报道下的5个读者留言涉嫌贬低马来西亚司法体制。《当今大马》代表律师要求法院撤销藐视法庭的审讯准令，表明读者留言不应被视为是新闻媒体的立场，但不获法院批准。2021年2月19日，联邦法院七司以6比1判决《当今大马》读者留言藐视法庭罪名成立，罚款50万令吉。总编辑颜重庆闻判后对裁决非常失望，直言政府是企图打压与关闭《当今大马》，且受罚原因不是因为新闻内容，而是读者留言，亦担心这项裁决将产生寒蝉效应。5个月后，《当今大马》再次因2012年的劳勿澳洲金矿公司起诉其网站及3名记者撰写及刊登诽谤文章案件败诉，被联邦法庭五司以3比2裁判需支付赔偿和堂费总共55万令吉。总编辑颜重庆表示，联邦法院的裁决严重打击媒体履行职责的努力，质疑诽谤法律的灰色地带仍充满着争议。

## 音樂審查

### 演唱會
2003年，美國搖滾樂隊林肯公園被禁止在表演時穿短褲。2004年，歌手瑪麗亞·凱莉也曾被要求遮蓋部分「暴露」和「沒有被遮蓋」的皮膚。麥當娜則是被馬來西亞電視臺封殺。挪威黑金屬樂團异教狂徒原定于2006年在馬來西亞舉辦演唱會也被内政部禁止。
反對黨馬來西亞伊斯蘭黨曾于2008年敦促内政部下令取消加拿大搖滾歌手艾薇兒·拉維尼於2008年8月29日在馬來西亞舉行的音樂會。伊斯蘭黨認爲艾薇兒·拉維尼在舞台上的舉動對馬來西亞的青少年來說太過「挑釁」了。最終，艾薇兒·拉維尼在馬來西亞的演唱會如期舉行，並成功售出了超過10,000張門票，在馬來西亞取得了巨大的成功。自此，内政部開始放開演唱會準則並取消了一些禁令以促進旅遊業發展。
2012年2月，美國籍歌手艾瑞卡·巴杜因其身上有「阿拉」（Allah）字眼的非永久紋身而被内政部取消其原定在馬來西亞舉辦的演唱會。

### 歌曲
無論是本地歌手還是外國歌手的任何歌曲，如果歌曲中包含露骨的歌詞或色情內容都可能遭到審查。相比起私人持有的廣播電臺，馬來西亞的公共廣播電台馬來西亞廣播電視臺（RTM）的自我審查機制較爲嚴格。在1989年，RTM僅在三個月內就禁止了多達71首由本地歌手演出的歌曲。此外，由於帶有色情性的歌詞，RTM從2017年開始也不再從其電視台和廣播電台播放Despacito，私人持有的廣播電台和在線流媒體服務則仍然可以播放此歌曲。

## 電影審查
儘管在馬來西亞電影院放映的電影都帶有年齡限制等級（例如P12、13、16、18），但包含性愛和裸露場景的電影會被電影審查委員會完全移除。「P12」（12歲以下人士需與家長陪同觀看）,「13」、「16」、「18」（只限13/16歲以上人士或成人觀眾觀看）的電影也對接吻場景進行審查。
馬來西亞的電影審查準則在2003年進一步收緊，除了嚴格審查裸體和性愛場面之外，同時也加强了還審查了親吻和乳溝場景。此外，暴力和殘忍場景也是完全被禁止的。2010年3月，LGBT首次被允許出現在馬來西亞的電影作品，但僅允許通過擁抱同性來描繪LGBT角色，兩個男性或兩個女性之間的接吻場景任然是被禁止的。然而有关现象仅为昙花一现，后续依然不允许LGBT内容出现。
近年來，電影審查委員會開始放寬這些審查工作，允許接吻場景放映。
2024年5月，马来西亚团结政府以有损国际形象，污染各族语言文化为由，进一步收紧语言审查，禁止或消音任何视为有粗俗和带有侮辱性及淫秽等元素的词汇出现在电影台词中，即使是方言。在马来西亚电检局推出新的电影审查及分级指南中，7个被规范的语言包括中文、马来语、英语、淡米尔语、旁遮普语（Punjabi）、泰卢固语（Telegu）及马拉雅拉姆语（Malayalam），但泰語、日語、韓語、印蒂地語 (Hindi)及歐洲各地語言則不包括在內。然而这种一刀切做法也引起了民间诟病，批评该指南矫枉过正，在扼杀民间生动性之余，亦有文化倒退的迹象。

## 電視審查
在馬來西亞，未經官方許可擁有衛星接收器（Astro所提供的衛星接收器除外）是屬於違法行爲，違例者被發現將會被處以巨額罰款。
無論是免費電視還是收費電視，粗俗的語言以及接吻、同性戀、性愛、裸露、暴力場景都是被禁止的，直至串流平台 (Netflix, Disney+ Hotstar, Prime Video, Viu等)於當地啟用，相關內容例如粗俗的語言以及接吻、同性戀、性愛、裸露、暴力場景都是統一列為18級 (只限18歲或以上人士觀看), 另制度變得寬鬆。在2000年代初期，免費電視上豬的圖像也會受到審查（現在政府已允許使用豬的圖像）。此外，根據Astro與聯邦政府的合同，政府不會審查Astro的衛星電視内容。雖然如此，但Astro仍有法律責任確保其推送的内容不包含任何被禁止的內容。
2012年4月6日，時任新聞、通訊與文化部長莱士雅丁在推特發文表示，該部沒有對國有電視台頻道上的LGBT人物進行刻意審查。但他同時强調新聞、通訊與文化部有權選擇適合馬來西亞公眾的內容。
2012年5月1日，BBC發文告強烈譴責Astro電視臺在2012年4月28日播出的BBC世界新聞節目中篡改了其關於2012年淨選盟3.0集會的新聞內容。根據BBC在其YouTube上發布的視頻，Astro電視臺上的新聞刪除了BBC記者採訪兩名示威者的畫面。此外，Astro也刪除了防暴警察向示威者發射催淚瓦斯和化學催淚水的畫面。5月2日，Astro承認他們審查了BBC關於2012年淨選盟3.0集會的新聞報道內容，但Astro發言人同時表示對BBC感到失望，因為BBC不理解Astro有義務要遵守馬來西亞的法律。半島電視台隨即也就Astro刪除其的新聞内容要求Astro解釋。